# Surville (Calvados)
Surville é uma comuna francesa na região administrativa da Normandia, no departamento de Calvados. Estende-se por uma área de 4,8 km². Em 2010 a comuna tinha 460 habitantes (densidade: 95,8 hab./km²).